# Billie Jean King Cup 2020-2021 Zona Euro-Africana Gruppo I - Pool A (Tallinn)
Il Pool A (Tallinn) della Zona Euro-Africana Gruppo I nella Billie Jean King Cup 2020-2021 è uno dei quattro pool (gironi) in cui è suddiviso il Gruppo I della zona Euro-Africana.
|   | Pool A (Tallinn) | Ucraina (bandiera) | Croazia (bandiera) | Bulgaria (bandiera) |
| 1 | Ucraina (2-0)    |                    | 3-0                | 3-0                 |
| 2 | Croazia (1-1)    | 0-3                |                    | 2-1                 |
| 3 | Bulgaria (0-2)   | 0-3                | 1-2                |                     |

| Croazia 2 | Tallink Tennis Center, Tallinn, Estonia 5 febbraio 2020 Cemento (indoor) | Tallink Tennis Center, Tallinn, Estonia 5 febbraio 2020 Cemento (indoor) | Bulgaria 1 |     |     |  |
| \| \| \| \| 1 \| 2 \| 3 \| \| \| - \| \| -------------------------------------------------------------- \| --- \| --- \| --- \| \| \| 1 \| \| Lea Bošković Isabella Shinikova \| 2 6 \| 6 4 \| 6 4 \| \| \| 2 \| \| Jana Fett Viktoriya Tomova \| 2 6 \| 4 6 \| \| \| \| 3 \| \| Jana Fett / Darija Jurak Isabella Shinikova / Viktoriya Tomova \| 6 2 \| 3 6 \| 6 1 \| \| |                                                                          |                                                                          |            |     |     |  |
| |                                                                          |                                                                          | 1          | 2   | 3   |  |
| 1 | Croazia (bandiera) · Bulgaria (bandiera)                                 | Lea Bošković Isabella Shinikova                                          | 2 6        | 6 4 | 6 4 |  |
| 2 | Croazia (bandiera) · Bulgaria (bandiera)                                 | Jana Fett Viktoriya Tomova                                               | 2 6        | 4 6 |     |  |
| 3 | Croazia (bandiera) · Bulgaria (bandiera)                                 | Jana Fett / Darija Jurak Isabella Shinikova / Viktoriya Tomova           | 6 2        | 3 6 | 6 1 |  |

| Ucraina 3 | Tallink Tennis Center, Tallinn, Estonia 6 febbraio 2020 Cemento (indoor) | Tallink Tennis Center, Tallinn, Estonia 6 febbraio 2020 Cemento (indoor) | Bulgaria 0 |     |   |  |
| \| \| \| \| 1 \| 2 \| 3 \| \| \| - \| \| ---------------------------------------------------------------------- \| ---- \| --- \| - \| \| \| 1 \| \| Dayana Yastremska Isabella Shinikova \| 6 2 \| 6 1 \| \| \| \| 2 \| \| Elina Svitolina Viktoriya Tomova \| 7 65 \| 6 3 \| \| \| \| 3 \| \| Lesia Tsurenko / Katarina Zavatska Petia Arshinkova / Gergana Topalova \| 6 2 \| 6 1 \| \| \| |                                                                          |                                                                          |            |     |   |  |
| |                                                                          |                                                                          | 1          | 2   | 3 |  |
| 1 | Ucraina (bandiera) · Bulgaria (bandiera)                                 | Dayana Yastremska Isabella Shinikova                                     | 6 2        | 6 1 |   |  |
| 2 | Ucraina (bandiera) · Bulgaria (bandiera)                                 | Elina Svitolina Viktoriya Tomova                                         | 7 65       | 6 3 |   |  |
| 3 | Ucraina (bandiera) · Bulgaria (bandiera)                                 | Lesia Tsurenko / Katarina Zavatska Petia Arshinkova / Gergana Topalova   | 6 2        | 6 1 |   |  |

| Ucraina 3 | Tallink Tennis Center, Tallinn, Estonia 6 febbraio 2020 Cemento (indoor) | Tallink Tennis Center, Tallinn, Estonia 6 febbraio 2020 Cemento (indoor) | Croazia 0 |     |     |  |
| \| \| \| \| 1 \| 2 \| 3 \| \| \| - \| \| ------------------------------------------------------------ \| --- \| --- \| --- \| \| \| 1 \| \| Dayana Yastremska Lea Bošković \| 6 4 \| 6 4 \| \| \| \| 2 \| \| Elina Svitolina Jana Fett \| 6 3 \| 3 6 \| 6 1 \| \| \| 3 \| \| Marta Kostjuk / Katarina Zavatska Antonia Ružić / Tara Würth \| 6 4 \| 6 3 \| \| \| |                                                                          |                                                                          |           |     |     |  |
| |                                                                          |                                                                          | 1         | 2   | 3   |  |
| 1 | Ucraina (bandiera) · Croazia (bandiera)                                  | Dayana Yastremska Lea Bošković                                           | 6 4       | 6 4 |     |  |
| 2 | Ucraina (bandiera) · Croazia (bandiera)                                  | Elina Svitolina Jana Fett                                                | 6 3       | 3 6 | 6 1 |  |
| 3 | Ucraina (bandiera) · Croazia (bandiera)                                  | Marta Kostjuk / Katarina Zavatska Antonia Ružić / Tara Würth             | 6 4       | 6 3 |     |  |